# Estroncioperloffita
L'estroncioperloffita és un mineral que cristal·litza en el sistema monoclínic. És l'anàleg d'estronci de la perloffita, d'on prové el seu nom. L'IMA va acceptar-lo com a mineral l'any 2015.

## Característiques
L'estroncioperloffita és un mineral de fórmula química SrMn₂2+Fe₂3+(PO₄)₃(OH)₃. Cristal·litza en el sistema monoclínic.